# 西塚町 (名古屋市)
西塚町（にしづかちょう）は、愛知県名古屋市中区の地名。

## 歴史

### 沿革
- 1909年（明治42年）10月1日 - 愛知郡千種町字西塚の一部により、西塚町として成立[1]。
- 1944年（昭和19年）2月11日 - 栄区成立に伴い、同区西塚町となる[1]。
- 1945年（昭和20年）11月3日 - 栄区廃止に伴い、中区西塚町となる[1]。
- 1947年（昭和22年）5月1日 - 一部が王子町に編入される[1]。また、宮前町の一部を編入する[5]。
- 1977年（昭和52年）10月23日 - 全域が新栄二丁目および同三丁目に編入され消滅[2]。